# Аламанни, Луиджи
Луиджи Алама́нни (итал. Luigi Alamanni; 1495—1556) — итальянский поэт и драматург XVI века, посол.

## Биография
Потомок знатного рода, Аламанни получил литературное, философское и поэтическое образование. Общался с Никколо Маккиавелли, который посвятил ему свою книгу «Жизнь Каструччо Кастракани из Лукки». В 1521 году участвовал в заговоре против кардинала Джулиано Медичи, будущего папы Климента VII. Заговор был раскрыт, Аламанни бежал во Францию и поступил на службу к королю Франциску I. После изгнания в 1527 году Медичи из Флоренции вернулся на родину, участвовал в восстановлении республиканского строя. После падения республики в 1530 году снова уехал в Париж; исполнял должность посла в Венеции, а с 1544 — мажордома будущей королевы Екатерины Медичи.

## Творчество
Его дидактическая поэма «О земледелии» (La Coltivazione, Париж, 1546), является одним из лучших подражаний «Георгикам» Вергилия на итальянском языке. Автор эпических поэм «Гирон Любезный» (Girone il Cortese, Париж, 1548) и «Аварикеида» (L’Avarchide, Флоренция, 1570), а также ряда стихотворений, включённых в двухтомник «Тосканские сочинения» (Opere toscane, Лион, 1532). Его комедия Флора (в традиции Плавта и Теренция) была с успехом поставлена в 1555 году при дворе Генриха II в Фонтенбло. Кроме того, перу Аламанни принадлежат трагедия «Антигона» (по Софоклу) и новелла, условно называемая «Бьянка, дочь Тулузского графа» (ок. 1524—1525), которая относится к лучшим образцам жанра из числа созданных в эпоху Возрождения.

### Издания текстов
- Versi e prose di Luigi Alamanni. — Firenze: Le Monnier, 1859. — Vol. 2.
- Аламанни Л. Бьянка, дочь Тулузского графа. — Европейская новелла Возрождения. — М., 1974.
- Alamanni L. La coltivazione. — Milano: Cisalpino — La Goliardica, 1981.
- Alamanni L. Tragedia di Antigone. Testo e note a cura di Francesco Spera. — Torino: Res, 1997.